# Powiat Kuga
Powiat Kuga (jap. 玖珂郡 Kuga-gun) – powiat w Japonii, w prefekturze Yamaguchi. W 2024 roku liczył 5737 mieszkańców.

## Miejscowości
- Waki